# JPMorgan Chase Tower (Dallas)
JPMorgan Chase Tower, también conocida como Chase Tower, es un rascacielos postmoderno de 225 m (738 pies) de altura y 55 plantas situado en el 2200 Ross Avenue en el City Center District de downtown Dallas, Texas. Aunque es el cuarto edificio más alto de la ciudad, si se excluyeran antenas y agujas sería el tercero. También es el 12º edificio más alto de Texas. El rascacielos fue diseñado por Skidmore, Owings & Merrill y completado en 1987.
JPMorgan Chase Tower es conocida por su única arquitectura, que incluye una cima curvada de cristal y un agujero de 7 plantas en el centro del edificio cerca de la cúspide.
El distribuidor automovilístico Jack Mitchell, Inc. Edsel se situaba en el lugar de este edificio en 1957.[cita requerida]
Hines REIT compró el edificio en 2007 nombrando a 
Hines Interests Limited Partnership el administrador de la propiedad.
Deloitte LLP tiene una oficina en la torre, en la que trabajaban 950 empleados a finales de 2009. A principios de dicho año Deloitte anunció que planeaba consolidar sus operaciones en Downtown e Irving, Texas. Inicialmente, habría habido una ventaja multimillonaria para Deloitte si se hubiera trasladado a Irving. La Ciudad de Dallas propueso una donación económica a Deloitte si decidiera quedarse en Downtown Dallas. Entonces. Deloitte aceptó extender su alquiler en la torre por quince años, comenzando en 2011. Deloitte tendrá al menos 1.111 empleados en JPMorgan Chase Tower.